# La Mare (Maksim Gorki)
|  | Aquest article tracta sobre la novel·la de Maksim Gorki. Vegeu-ne altres significats a «La mare». |

La Mare (títol original: Mat (Мать)) és una novel·la escrita per Maksim Gorki publicada el 1906 a Moscou en rus. La història tracta d'una mare, que, amb el fill enviat a Sibèria, lluita pels seus ideals. La mare és una dona que ha viscut tota la seva vida resignada i es transformarà en una activista que lluitarà a favor per la defensa dels oprimits.

## Obra
La Mare es considera que és l'única obra extensa de Gorki en el moviment revolucionari rus; de totes les seves novel·les, és possiblement la menys exitosa. No obstant això, segueix sent l'obra més coneguda de Gorki entre altres novel·les importants. Va escriure-la durant un viatge als Estats Units l'any 1906. El 1905, després de la derrota de la primera revolució russa, Gorki va tractar d'aixecar l'esperit del moviment obrer mitjançant la transmissió de redaccions. Tractava d'elevar l'esperit d'entre els revolucionaris per combatre l'estat d'ànim derrotista.
Es diu que la novel·la està basada en fets reals, i que gira entorn d'Anna Zalomova i el seu fill Piotr Zalomov. Gorki va ser un parent llunyà d'Anna Zalomova que va visitar a la família de Gorki quan aquest era un nen. Es diu que l'esdeveniment de la història es va dur a terme durant una manifestació del Primer de Maig a Solmovo l'any 1902. La població de Solmovo era a prop de la ciutat natal de Gorki, Nijni Nóvgorod, on després de la detenció de Piotr Zalomov per la policia tsarista, la seva mare, Anna Zalomova va seguir al seu fill en l'activitat revolucionària.

## Òpera
Aquesta obra la va reflectir en una òpera el 1938 el compositor soviètic Valeri Jelobinski (1912-1946), que s'estrenà al Mali Drama Teatre de Leningard el mateix any.